# Cuentos Chinos
Cuentos Chinos és un programa de televisió produït per La Fábrica de la Tele i el grup audiovisual Mediaset España per dur a terme la seva emissió a Telecinco. Aquest format va començar les seves gravacions en estricte directe el dia 11 de setembre de 2023 i és actualment presentat per l'escriptor i presentador Jorge Javier Vázquez Morales.

## Format
A Cuentos Chinos, Jorge Javier Vázquez Morales realitza entrevistes a rostres influents en el món de la premsa rosa, de la televisió i de l'entreteniment, sempre amb la participació de col·laboradors que són encarregats de conduir diferents divertides seccions. El programa compta amb la presència d'una mascota, Jing-Jing, una gata-lleona xinesa interpretada per l'actriu i humorista Carla Pulpón.

### Seccions[4]
- Susi a Domicilio: Susi Caramelo[5] visita les cases dels famosos per a veure a on viuen i conèixer alguns dels seus millors secrets.

| Programa | Visita a...                     | Informació                             | Data d'Emisió          |
| -------- | ------------------------------- | -------------------------------------- | ---------------------- |
| 1        | Joaquín Torres                  | Arquitecte                             | 11 de setembre de 2023 |
| 5        | Esperanza Aguirre Gil de Biedma | Expresidenta de la Comunitat de Madrid | 18 de setembre de 2023 |
| 8        | Rappel                          | Vident                                 | 25 de setembre de 2023 |

- ¡No son Cuentos Chinos!: Informatiu conduït per Anabel Alonso o Alonso Castelo sobre les fake news.
- ¡Vaya Melones!: Celia Villalobos Talero tracta els aspectes més polèmics de la nostra societat actual.
- Análisis de la Prensa Rosa: Alonso Castelo i Virginia Riezu ofereixen els seus punts de vista envers les notícies més destacades dels famosos més influents.
- Las Imitaciones de Josep Ferré: L'imitador i humorista Josep Ferré es caracteritza per imitar a personatges de l'actualitat.
- Missión Imposible: Athenea Pérez destrueix els tòpics més típics sobre els certàmens de bellesa.
- Lotobombo: Es tracta d'una loteria presentada per Germán González Sánchez, a la qual participa el públic del plató i en la qual els seus premis no són gaire agradables.
- La Guía Michinín: Dakota Tárraga, Fani Carbajo, José Perea i Sergio Mengual viatgen junts per descobrir l'Espanya buidada.
- Muy Intelesante: Secció en què es repassen moments destacats de la televisió.
- Anabel para Creer: Secció protagonitzada per Anabel Alonso.
- Los Increíbles de Melani: Melani Olivares presenta a talents al programa.

## Cuentistas

### Presentadors
| Presentador                  | Información              |      |
| Presentador                  | Información              | 2023 |
| ---------------------------- | ------------------------ | ---- |
| Jorge Javier Vázquez Morales | Presentador de Televisió |      |

### Col·laboradors
| Col·laborador/a         | Informació                                |      |
| Col·laborador/a         | Informació                                | 2023 |
| ----------------------- | ----------------------------------------- | ---- |
| Germán González         | Col·laborador, guionista i presentador    |      |
| Susi Caramelo           | Humorista, reportera i presentadora       |      |
| Celia Villalobos Talero | Expolítica                                |      |
| Anabel Alonso           | Actriu i còmica                           |      |
| Marta López             | Col·laboradora                            |      |
| Irma Soriano            | Presentadora                              |      |
| Josep Ferré             | Actor i còmic                             |      |
| Carla Pulpón            | Actriu i humorista                        |      |
| Isa Pantoja             | Col·laboradora i filla d'Isabel Pantoja   |      |
| Melani Olivares         | Actriu                                    |      |
| Juan Sanguino           | Periodista                                |      |
| Antonio Castelo         | Humorista i presentador                   |      |
| Carolina Sandoval       | Presentadora                              |      |
| Juan Luis Galiacho      | Periodista                                |      |
| Athenea Pérez           | Miss Universo España 2023                 |      |
| Virginia Riezu          | Humorista                                 |      |
| Natalia Lombardo        | Periodista                                |      |
| Juan Sanguino           | Periodista                                |      |
| Dakota Tárraga          | Participant d'Hermano Mayor               |      |
| Fani Carbajo            | Participant de La isla de las tentaciones |      |
| José Perea              | Disenyador de Moda                        |      |
| Sergio Mengual          | Influencer                                |      |

## Audiències
| Temporada | Estrena                | Final                  | Audiència   | Audiència |
| Temporada | Estrena                | Final                  | Espectadors | Cuota     |
| --------- | ---------------------- | ---------------------- | ----------- | --------- |
| 1a        | 11 de setembre de 2023 | 27 de setembre de 2023 | 912 000     | 7,0%      |

### Temporada 1
| N.º | Combidat/da                                   | Data d'Emisió          | Audiència        |
| --- | --------------------------------------------- | ---------------------- | ---------------- |
| 1   | Mau & Ricky, Petra Martínez i Pablo Chiapella | 11 de setembre de 2023 | 1 240 000 (9,4%) |
| 2   | Bárbara Rey i Carlos Sobera                   | 12 de setembre de 2023 | 940 000 (7,0%)   |
| 3   | Prince Royce                                  | 13 de setembre de 2023 | 828 000 (6,8%)   |
| 4   | Paula Echevarría                              | 14 de setembre de 2023 | 927 000 (7,4%)   |
| 5   | Sor Lucía Caram                               | 18 de setembre de 2023 | 930 000 (7,1%)   |
| 6   | Família Jiménez de Los Gipsy Kings            | 19 de setembre de 2023 | 868 000 (6,7%)   |
| 7   | Juanjo Artero                                 | 20 de setembre de 2023 | 926 000 (7,1%)   |
| 8   | Isa Pantoja                                   | 25 de setembre de 2023 | 885 000 (6,7%)   |
| 9   | Carles Sans i Padrós i José Corbacho Nieto    | 26 de setembre de 2023 | 776 000 (5,8%)   |
| 10  | Manuela Carmena Castrillo                     | 27 de setembre de 2023 | 800 000 (6,2%)   |